# Râul Indre
Indre este un râu in partea centrală a Franței, tributar al râului Loara.
Izvorul său se află în departamentul Cher, lângă Préveranges. Traversează departamentele Cher, Indre și Indre-et-Loire și orașele La Châtre, Châteauroux și Loches.
Confluența cu Loara este la este de Candes-Saint-Martin.